# 윤명혁
윤명혁은 대한민국의 스타크래프트 II 프로게이머다. 종족은 프로토스이며, 아이디는 Arthur이다.
2012년 SlayerS에 입단하며 프로게이머 활동을 시작했다. 2012년 11월 SlayerS의 해체로 무소속 신분이 되었다. 2013년 3월부터 6월까지 Western Wolves에서 활동했으며 2014년 1월부터 5월까지 ESC ICYBOX 소속으로 활동했다. 2014년 6월 Team Spectre에 입단했으며 7월 30일 탈퇴, 무소속 신분이 되었다.

## 주요 기록
- 2012년 North American Star League Season 4 16강
- 2013년 핫식스 2013 글로벌 스타크래프트 II 리그 시즌 1 Code A 48강
- 2013년 2013 DreamHack Open 64강
- 2013년 2013 WCS 아메리카 시즌 2 챌린저리그 40강
- 2013년 2013 WCS 아메리카 시즌 3 챌린저리그 8강
- 2013년 2013 WCS 아메리카 시즌 3 프리미어리그 32강
- 2014년 2014 WCS 아메리카 시즌 1 프리미어리그 8강
- 2014년 2014 WCS 아메리카 시즌 2 프리미어리그 16강
- 2014년 ESET Masters 2013 16강
- 2014년 2014 WCS 아메리카 시즌 3 프리미어리그 32강